# Padaeus trivittatus
Padaeus trivittatus är en insektsart som beskrevs av Carl Stål 1872. Padaeus trivittatus ingår i släktet Padaeus och familjen bärfisar. Inga underarter finns listade i Catalogue of Life.